# Minox
Minox est un fabricant de matériel photographique réputé pour ses appareils subminiatures souvent associés à l'espionnage. Il produit aussi des 24 x 36 miniatures. Aujourd'hui, Minox a élargi sa gamme en distribuant notamment des appareils numériques et des optiques. Les Minox sont fabriqués en Lettonie de 1937 à 1943, puis à Wetzlar en Allemagne depuis 1948.

## Historique
Conçu par l'ingénieur Walter Zapp dans les années trente pour l'entreprise lettone Valsts Elektrotehniskā Fabrika (VEF) et breveté dans le monde entier, le Minox est un produit destiné au marché de luxe. Ses qualités : très petite taille, robustesse, excellente qualité d'image, font qu'il est adopté par les services de renseignements des Alliés et de l'Axe pendant la Seconde Guerre mondiale. Durant la Guerre froide, différents modèles sont en service dans les deux camps.

### Au cinéma et dans les séries télévisées
Le cinéma s'empare rapidement du Minox et l'utilise régulièrement dans les films d'espionnage, ce qui le rend populaire auprès du grand public. Dans le film Call Northside 777 de 1948, James Stewart l'utilise plusieurs fois pour son travail de journaliste d'investigation. Le Minox est également utilisé par James Bond dans deux films : On ne vit que deux fois en 1967, et Au service secret de Sa Majesté en 1969. On peut aussi citer Ipcress, danger immédiat en 1965 et Le Jeu du faucon en 1985.
Un Minox est utilisé dans des épisodes de Chapeau melon et bottes de cuir. En 1963, dans un épisode de la saison 3 : « Seconde vue ». En 1967, dans un épisode de la saison 5 : « Une petite gare désaffectée ». En 1967 également, Martin Landau l'utilise dans un épisode de la saison 2 de Mission impossible : « Le conseil ».

## Production

### Modèles 8 x 11 mm

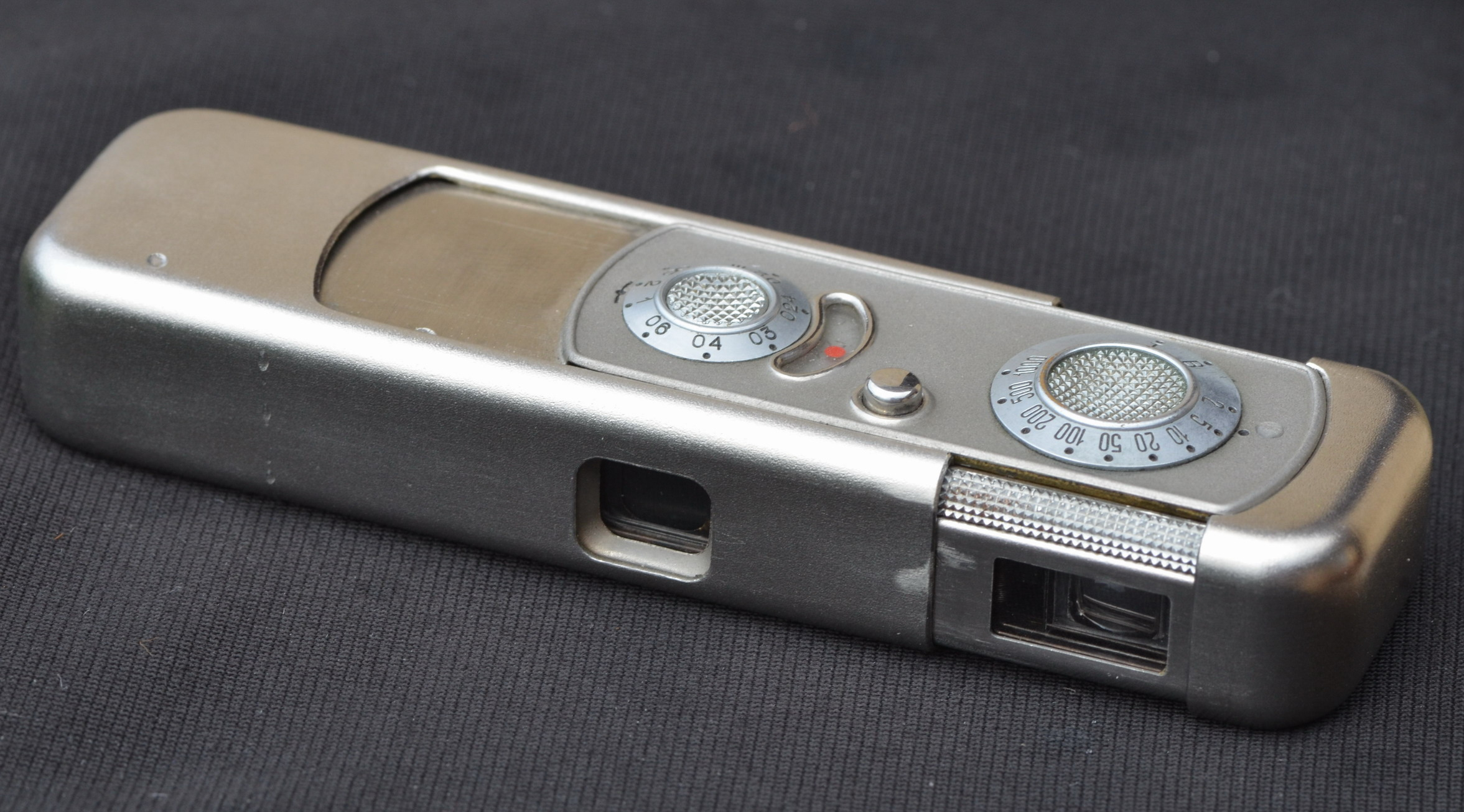
Minox Riga

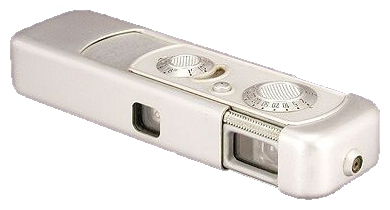
Minox A IIIs

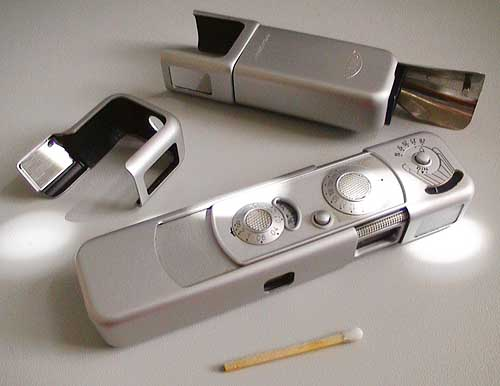
Minox B
avec viseur d'angle et porte-flash

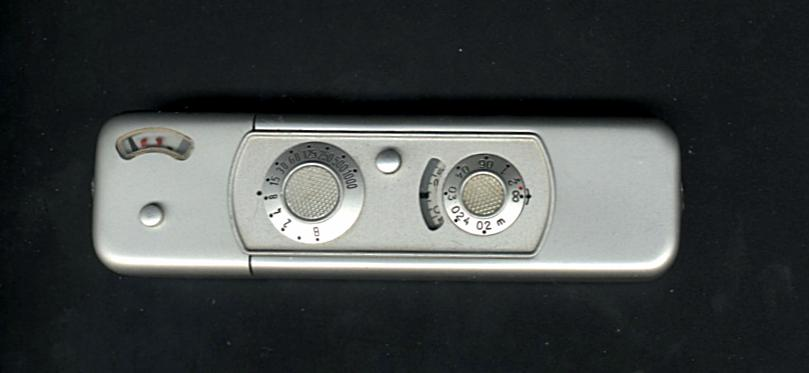
Minox BL

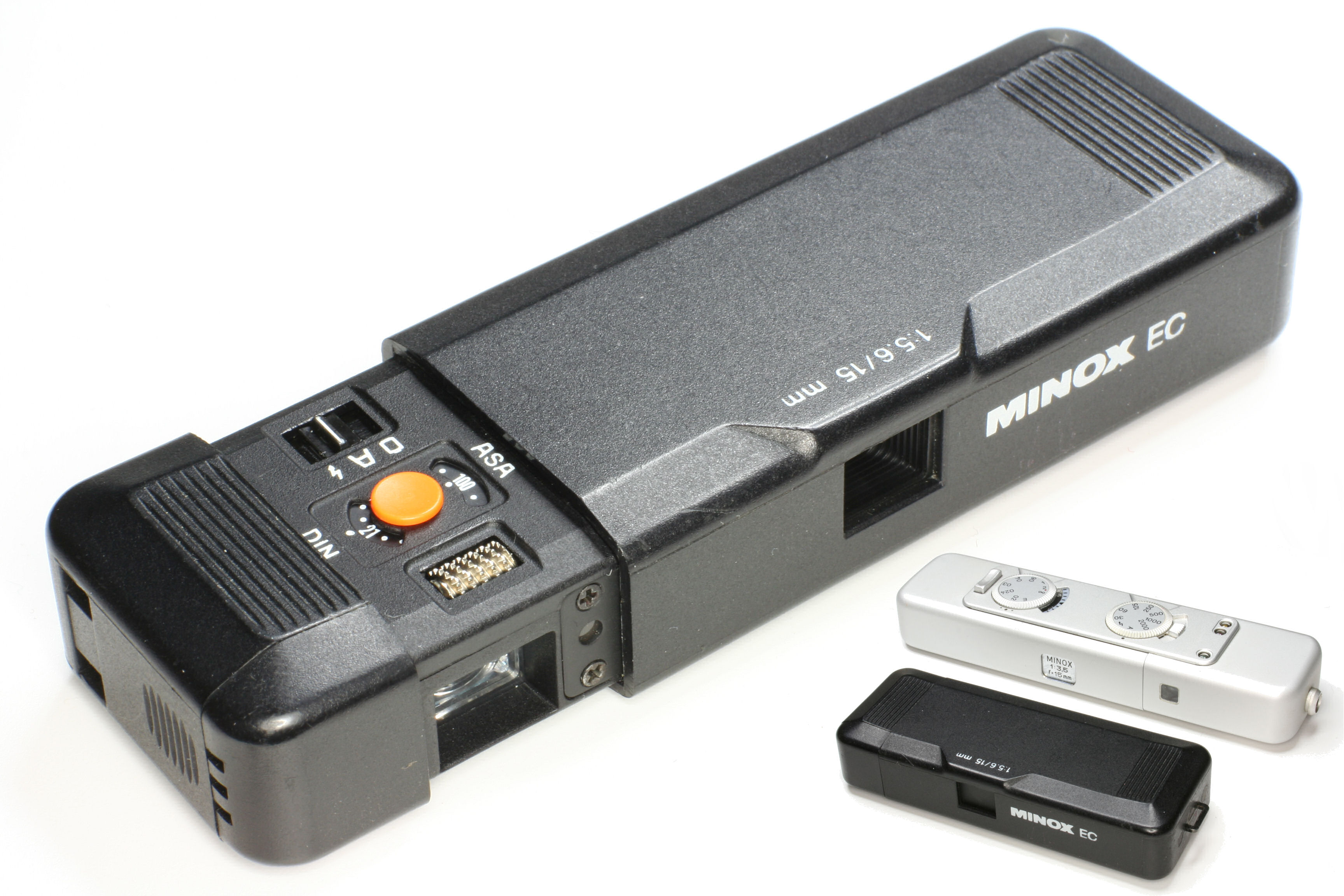
Minox EC (noir) et LX (argenté)

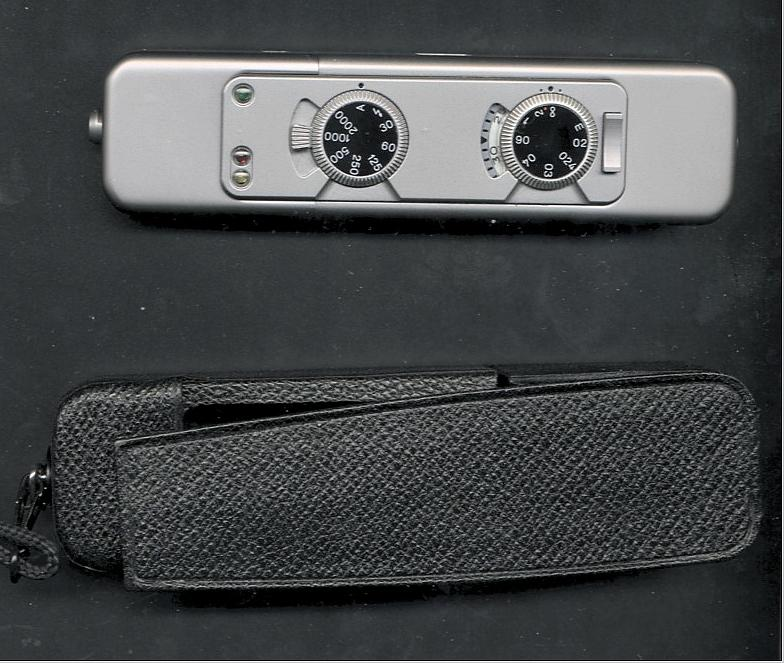
Minox TLX

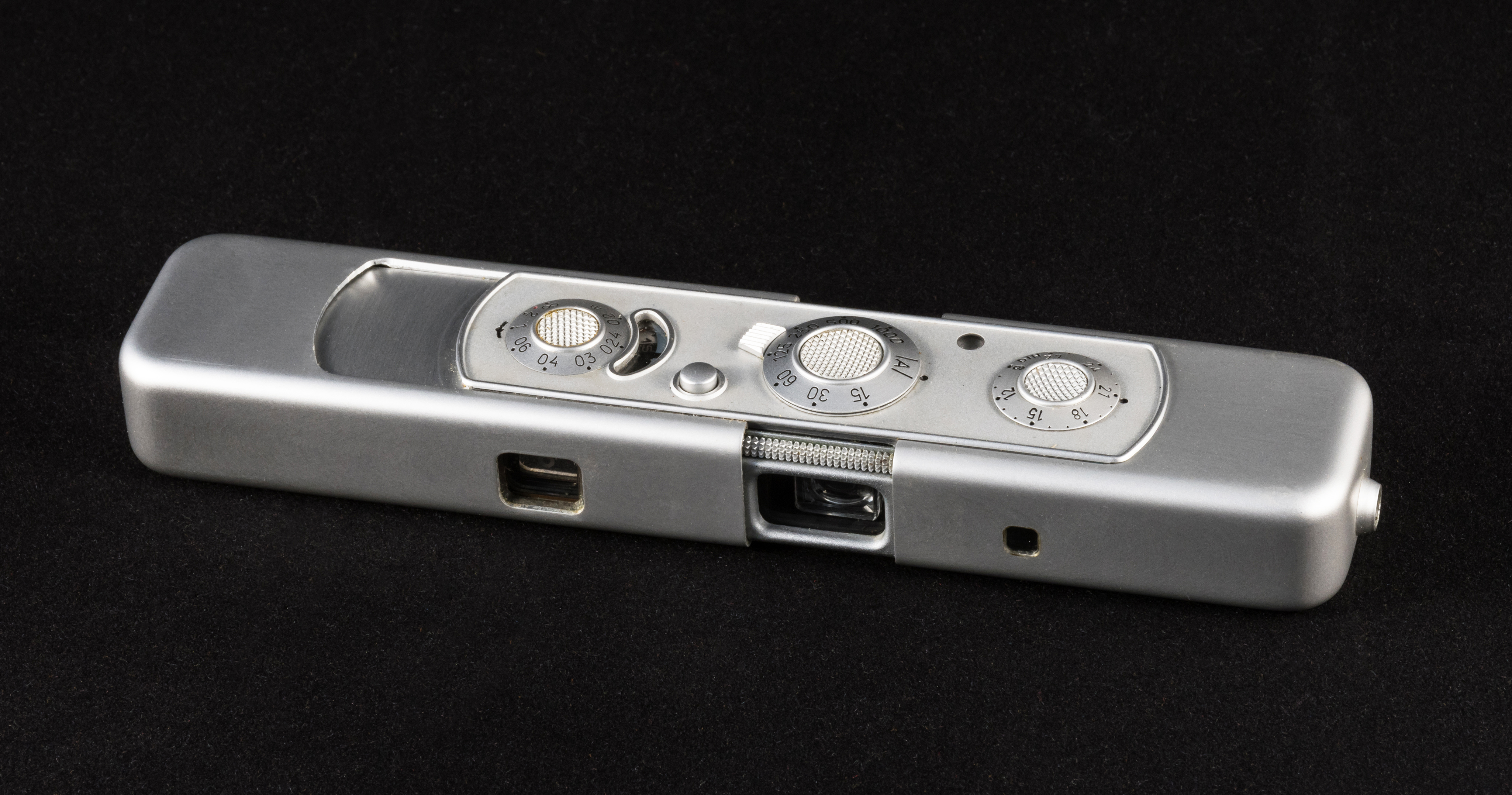
Minox C 8.

Généralement, un Minox est entièrement fabriqué en métal. Son optique exceptionnelle ne comporte pas de diaphragme mais l'appareil possède un filtre gris neutre escamotable sur certains modèles. La vitesse d'obturation est réglable ou automatique pour les versions les plus récentes. La mise au point s'étale de 20 centimètres à l'infini. La visée est à correction de parallaxe.
Le film, d'une largeur de 9,2 millimètres, est enfermé dans une cassette pouvant contenir 50 vues, réduite actuellement à 36 ou 15 vues. L'image fait 8 x 11 millimètres. Les marques de pellicules distribuées par Minox sont : Minopan pour le noir et blanc, Minocolor pour la couleur, et Minochrome pour l'inversible couleurs ; mais tout film de format 135 peut être utilisé par découpage à l'aide d'un outil dédié.
Le Minox n'est pas seulement un appareil photographique, c'est aussi tout une gamme d'accessoires adaptés à sa taille : chaînette pour éviter de le perdre mais aussi pour mesurer les distances en prise de vue rapprochée, support de flash, cuve de développement, loupe, agrandisseur, projecteur de diapositives au format 3 x 3 centimètres…
Les Minox sont fabriqués avec plusieurs variantes. Les plus courantes sont le réglage de la distance en mètres ou en pieds, et le réglage de la sensibilité en ASA ou en DIN. Les différents modèles sont :
- Rīga (1938-1943) : malgré des tentatives pour le nommer officiellement modèle I, les collectionneurs préfèrent l'appeler Rīga du nom de son lieu de fabrication. Entièrement mécanique, le premier né de la famille est tout en acier. Son poids est de 130 grammes. Ses dimensions, exceptionnelles pour l'époque, sont de 80 x 27 x 16 millimètres. Sa production est estimée à 17 500 exemplaires[4]. Certains ont pu être assemblés en URSS ou en Allemagne durant la guerre.
- A (1948-1969) : ce nouveau modèle, maintenant produit à Wetzlar en Allemagne, se caractérise par l'adoption de l'aluminium ce qui fait chuter le poids à 70 grammes. Ses dimensions sont de 82 x 28 x 16 millimètres. Ses caractéristiques vont évoluer au cours des vingt et un ans de production. Il a été produit à 127 494 exemplaires toutes versions confondues[4]. Sa commercialisation sous trois noms différents dans certains pays, correspond à des évolutions majeures.
  - II : les caractéristiques générales sont proches du Rīga. L'optique Pentar ne donnant pas toute satisfaction, elle a été souvent remplacée et il est aujourd'hui difficile de trouver ce modèle en état d'origine.
  - III (vers 1950) : la formule optique est modifiée et l'appareil est assemblé avec une optique Complan. Cet objectif nécessite un guide-film courbe pour fonctionner.
  - IIIs (vers 1954) : ce modèle est équipé d'une prise synchronisée pour flash de type PC.
- B (1958-1972) : une cellule au sélénium, fabriquée par Gossen, est intégrée à l'appareil qui s'allonge de 15 millimètres pour l'accueillir. L'appareil pèse 92 grammes et mesure 97*28*16 mm. Le réglage de la vitesse devient semi-automatique : on mesure d'abord la lumière puis on fait coïncider l'aiguille de la cellule et le repère de vitesse. Ce Minox ne nécessitant pas de pile, a été produit à 384 328 exemplaires[4].
- C (1969-1978) : ce modèle intègre une cellule CdS débrayable, ce qui le rend automatique à priorité diaphragme ou manuel. La présence obligatoire d'une pile l'allonge à 122 millimètres. Il a été produit à 173 594 exemplaires[4].
- BL (1972-1973) : c'est un modèle hybride. Il a pour base le modèle B mais avec une cellule CdS. C'est donc un appareil mécanique semi-automatique. Il a été produit à 17 880 exemplaires[4].
- LX / TLX / CLX (depuis 1978) : tout en conservant un style classique, ce modèle est une évolution majeure. L'ergonomie a été repensée, les commandes redessinées. L'électronique devient très présente et il est équipé d'une cellule SBC. Le TLX est une variation en titane et le CLX en laiton.
- EC / ECX (depuis 1981) : Minox élargit sa gamme avec ce modèle en plastique et objectif à mise au point fixe. Un flash électronique dédié est disponible. Le ECX est une version avec une électronique améliorée.
- AX (depuis 1992) : c'est un modèle hybride. Il est mécanique comme le modèle A mais possède une ergonomie de type LX. Ce modèle n'a été produit qu'en éditions prestigieuses et très limitées.
- MX (depuis 1999) : ce modèle rompt avec la tradition esthétique. Il est fabriqué en matériaux synthétiques et ne pèse que 56 grammes.

### Modèles 24 x 36 mm

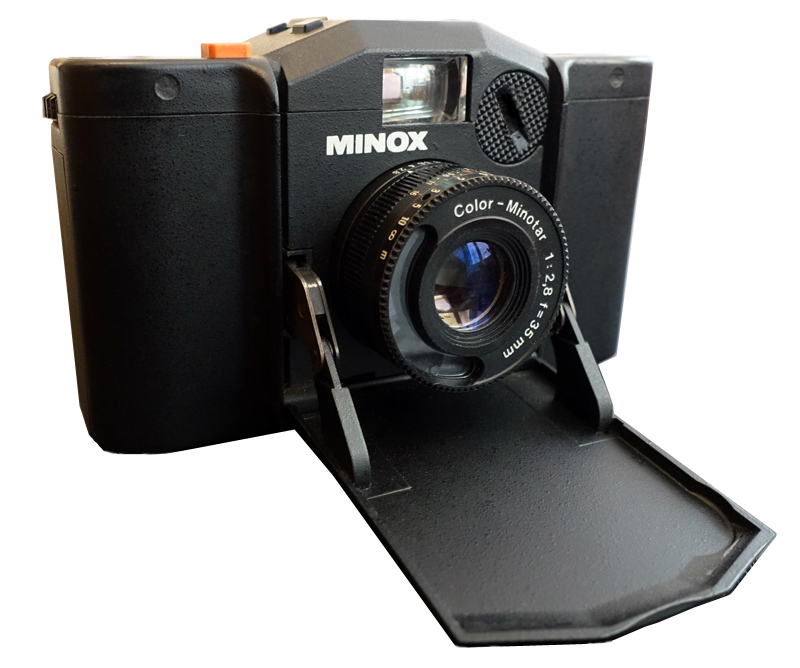
Minox 35 GL

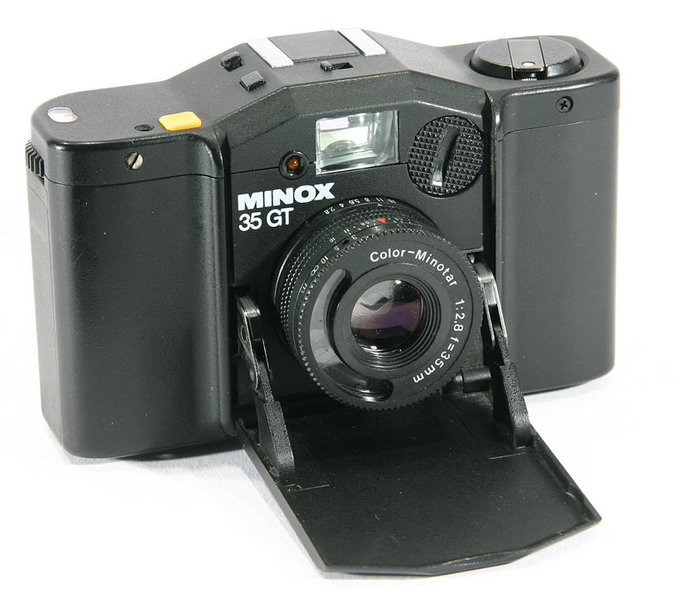
Minox 35 GT

Pour élargir sa gamme, tout en exploitant son point fort de producteur d'appareils photographiques miniatures, Minox fabrique des 24 x 36 depuis 1974. Hormis leur taille réduite, ils se caractérisent par une trappe de type pont-levis qui protège un objectif coulissant de 35 millimètres. Ce sont des appareils à exposition automatique à priorité diaphragme. Ils sont construits avec des matériaux synthétiques. Les différents modèles sont :
- EL (1974)
- GL (1979–1981)
- GT  (1981–1991)
- GT-Golf (1984)
- GT-E (1988–1993)
- GSE (1991–1994)
- PL  (1982–1983)
- ML (1985–1995)
- AL (1987–1988)
- AF  (1988–1990)
- MB (1986–1999)
- MB Touring (1990)
- Goldknopf (1991–1993)
- MDC (1992–1995)
- MDC Collection  (1993–1994)
- GT-X (1998–1999)
- GT-E(II) (1998–2001)
- GT-S (1998–2004)

### Autres

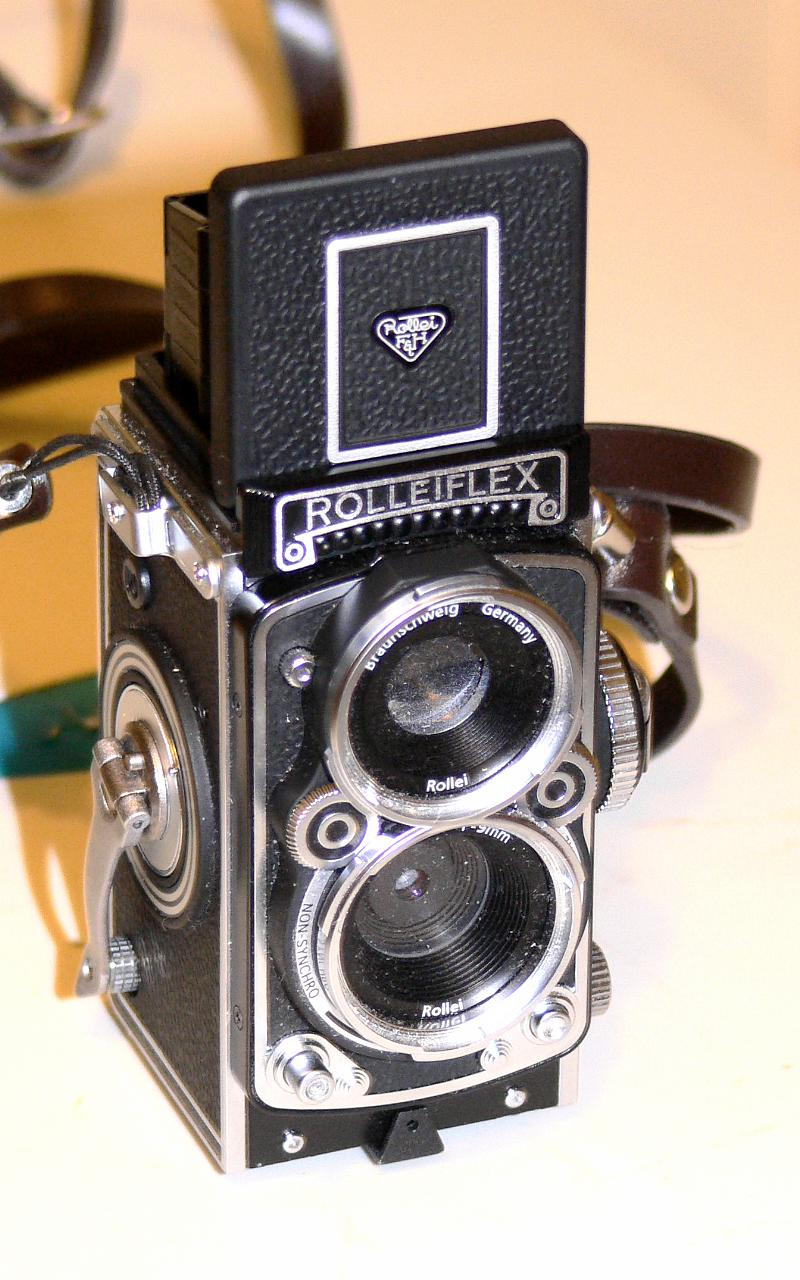
Appareil-photo miniature Rolleiflex minidigi

Minox produit aussi des appareils photographiques numériques, des jumelles, des lecteurs de médias. Une production particulière consiste en modèles réduits à l'échelle 1:2,5 d'appareils photographiques illustres : Contax, Hasselblad, Leica, Rolleiflex. Ces miniatures utilisaient à l'origine du format 8 x 11 mais sont maintenant numériques.

## L'entreprise
Minox GmbH a été rachetée par Leica Camera AG et fait partie intégrante du groupe depuis le 1er avril 1996. Leica possède aussi Zett-Geräte-Werk (Zeiss-Ikon) depuis 1990.